# Mireya Tabuas
Mireya Tabuas (Caracas, 5 de noviembre de 1964) es una periodista, escritora, guionista y dramaturgo venezolana. 

## Biografía

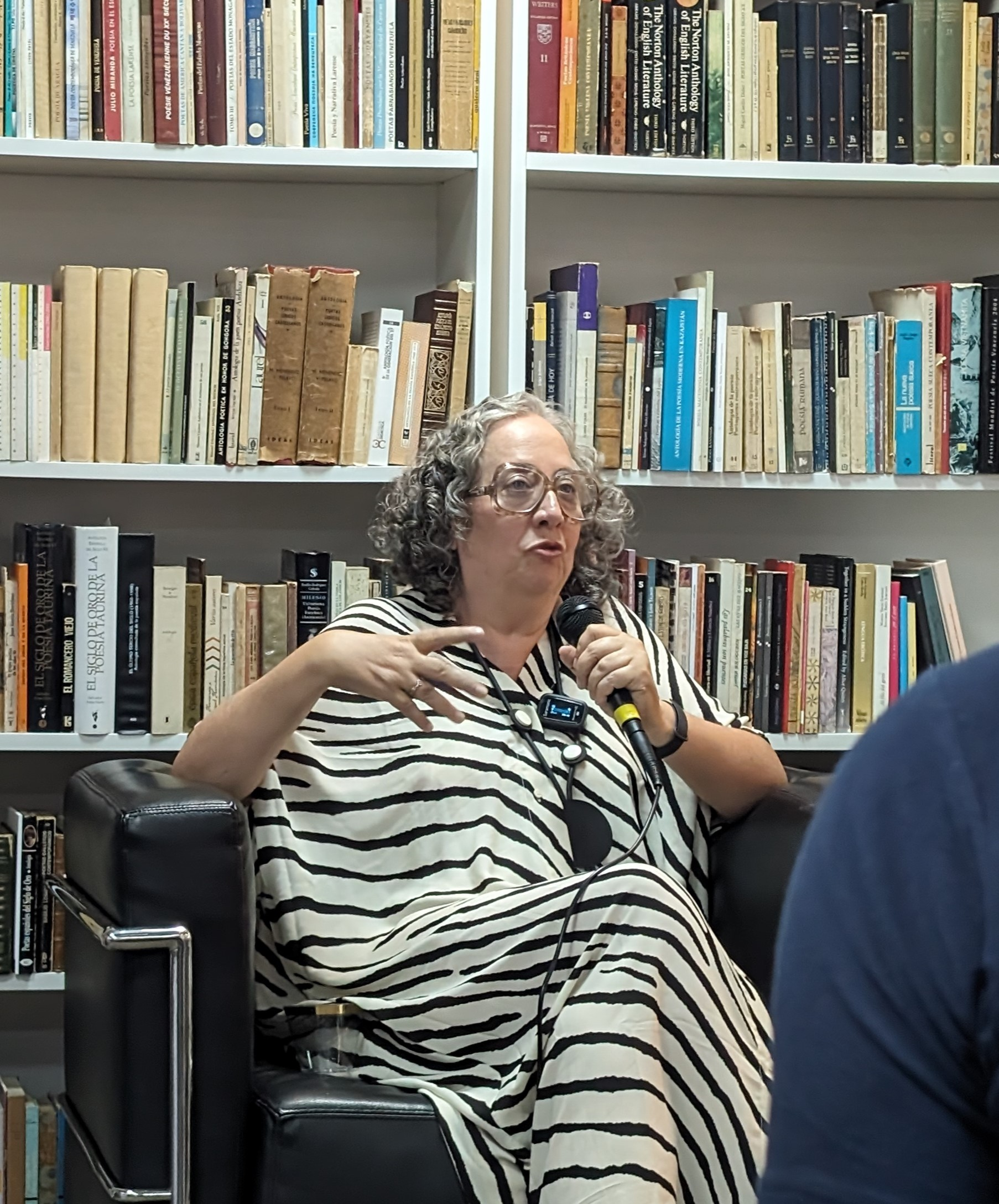
La periodista y escritora venezolana, Mireya Tabuas, brinda una charla en la Poeteca

En 1996 su libro Gato Encerrado fue seleccionado como uno de los mejores libros del año en el galardón "White Raven" por la Biblioteca Internacional Juvenil de Múnich (JIB). Premio Nacional de Periodismo en 1996. En 2001 su libro Cuentos para Leer a Escondidas fue seleccionado en la lista de Honor IBBY ( International Board on Books for Young People). En 2005 dio a conocer en el mundo de los blogs gracias a El Tiempo de Estar Vivos y posteriormente El país de los equivocados. En este último publica sus reflexiones y vivencias personales.  En 2012 ganó el premio IBBY por su libro Cuentos prohibidos por la abuela. 
Estudió Comunicación Social en la Universidad Central de Venezuela, cursó estudios de maestría en Literatura Venezolana (UCV) y ha ejercido su labor como periodista en El Nacional desde 1994 hasta el 2014. Es profesora de la Universidad Central de Venezuela.
Actualmente reside en Santiago de Chile, en donde realizó el magíster en Estudios Sociales y Políticos Latinoamericanos de la Universidad Alberto Hurtado. En la actualidad es profesora de periodismo en las universidades Alberto Hurtado y Universidad de Santiago. Además, es editora y escritora del boletín Guayabo de El Pitazo.

## Publicaciones
- Cuento Comiendo Perdices. Edición del Centro de Estudios Latinoamericanos Rómulo Gallegos. Taller 1987-88.
- Gato Encerrado . Monte Ávila Editores. 3 ediciones, más de 25 mil ejemplares vendidos. (1995)
- Venezuela en el asiento de adelante. Edición de la Fundación del Niño (1999)
- Cuentos para leer a escondidas. Monte Ávila Editores. Seleccionado en la Lista de Honor IBBY 2001. (2000)
- Mi hanno rapito il gatto! La Biblioteca-Altrimondi. Traducción al italiano de Gato Encerrado. (2002)
- Cuentos prohibidos por la abuela. Editorial Alfaguara. (2009)
- No abrir hasta el año 3000. (2010)
- Gato Encerrado. Ed. Alfaguara. (2012)
- La mano de mamá. Ed. Camelia. (2013)
- Rojo y azul. Ed. Camelia. (2014)
- Gato Encerrado. Ed. Santillana, Chile (2018)